# Akureyri
Koordinati:   65°41′05″N, 18°06′40″W
Akureyri [ákurejri] je mesto in pristanišče na severni obali Islandije.
Akureyri, ki leži v zalivu fjorda Eyjafjörður in je okoli 400 km oddaljen od glavnega mesta Reykjavíka, je četrta največja občina Islandije ter drugo največje urbano območje. Je šolsko, kulturno in gospodarsko središče severnega dela otoka. V kraju živi 18 235 prebivalcev (popis 2017). Mesto je preskrbovalno središče s tekstilno tovarno, tovarno barv, mila ter obrati za predelavo mleka in rib.

## Zgodovina
Na to območje se je prvi priselil nordijski Viking Helgi Magri Eyvindarson v 9. stoletju. Akureyri je prvič omenjen v sodnih zapisih iz leta 1562, ko je bila tam neka ženska obsojena zaradi prešuštva. V 17. stoletju so v mesto prišli danski trgovci. Glavni razlogi za izbiro te lokacije za trgovsko dejavnost je bilo izjemno naravno pristanišče in plodna zemlja v okolici. Trgovci v Akureyriju niso živeli celo leto, temveč so se v zimskem času vračali na Dansko.
Stalna naseljenost Akureyrija sega v leto 1778. Osem let kasneje je mesto od danskega kralja (takrat tudi kralja Islandije) dobilo statut, skupaj s še petimi drugimi mesti na Islandiji. Ob tem času je imel Akureyri 12 prebivalcev. Kralj je upal, da se bodo življenjske razmere Islandcev z urbanizacijo izboljšale, vendar se prebivalstvo Akureyrija ni povečalo. Status občine je izgubil leta 1836, a so mu ga vrnili spet leta 1862. Takrat se je Akureyri začel razvijati po zaslugi odličnih razmer v pristanišču in morda še bolj zaradi kmetijstva v rodovitni okolici. Kmetijski proizvodi so postali pomemben sektor gospodarstva.
Med drugo svetovno vojno je bil Akureyri ena izmed treh letalskih baz za norveško-britanske enote, ki so bile ustanovljene 25. aprila 1941. Te so ščitile konvoje med Združenimi državami, Združenim kraljestvom in Murmanskom pred napadom nemških podmornic.
V 20. stoletju je Islandija doživela izseljevanje s podeželja v mesta. V mestu se je povečala storitvena dejavnost. 
V začetku 21. stoletja je na pomembnosti pridobila ribiška industrija; dve izmed glavnih ribiških podjetij Islandije državi nudita pomemben vir prihodkov, ki naj bi v prihodnjih letih še povečevali. 
Leta 1987 je bila ustanovljena univerza v Akureyriju, ki se naglo povečuje. 
Od leta 2004 je nekdanja občina Hrísey, otok, oddaljen 35 km proti severu, del Akureyrija. Hrísey, ki ima 210 prebivalcev, je drugi največji otok ob Islandiji. Naselje leži na južnem delu otoka, medtem ko je severni del v zasebni lasti in ni dostopen brez dovoljenja lastnikov.

## Geografija
Akureyri leži na zahodni strani celinskega dela fjorda Eyjafjörður.
Obdan je z gorami; najvišja je Kista (1447 m), drugi vrh, visok 1538 m, leži na čelu doline Glerádalur. Ob obali je ozek pas ravnice; proti notranjosti so pobočja strma, vendar so gore nizke. V preteklosti so precej zemljišča iztrgali morju, tako da je danes obala bolj enakomerna, razen predela Oddeyri, ki je nastal ob reki Glerá, ki teče skozi mesto. Ime mesta morda izvira iz imena polja, ki so bila v bližini nekaterih zavetnih lokacijah ob reki.
Del morja med Oddeyrijem in koncem fjorda se imenuje Pollurinn (Bazen) ter je znan po mirnih vetrovih in kot dobro naravno pristanišče. Akureyri se je danes razvil okoli mestnega trga (ráðhústorg) na severozahodnem vogalu Pollurinna. 
Okrožja Akureyrija so: 
- Innbær - najstarejši del mesta na pasu med hribom in Pollurinnom južno od osrednjega območja;
- Brekkan - leži na vrhu hriba,
- Oddeyri - na polotoku z istim imenom in
- Glerárhverfi - na severnem bregu reke Glerá (imenovan tudi Þorpið, "Vas").

Zaradi lege mesta ob koncu dolgega fjorda in visokih gora, ki ga obdajajo, je podnebje dejansko bolj celinsko kot priobalno, kar pomeni, da so temperaturne razlike med poletjem in zimo večje kot v mnogih drugih naseljenih delih Islandije. Gore ščitijo mesto pred močnimi vetrovi. Razmeroma toplo podnebje omogoča mestu uspevanje botaničnega vrta brez potrebe po rastlinjakih. Območje okoli Akureyrija ima eno najtoplejših podnebij na Islandiji, čeprav je od arktičnega kroga oddaljeno samo 100 km.

## Demografija
Akureyri je imel leta 2017 18.235 prebivalcev, od tega je bilo 9073 moških in 9162 žensk. Leta 1910 jih je bilo 2239, v letu 1950 že 7711 in v letu 2005 16.756. V letu 2016 je bilo v Akureyriju 225 rojstev in 145 smrti, 1213 priseljenih oseb in 1100 odseljenih prebivalcev.

## Gospodarstvo
V preteklosti je bila velik in pomemben del lokalnega gospodarstva ribiška industrija. V zadnjih letih so se razvile tudi druge industrijske in poslovne storitve. Širi se visokošolsko izobraževanje. 20 % delovno aktivnega prebivalstva je zaposlenih v storitvenih dejavnostih.
Dve izmed petih največjih ribiških podjetij na Islandiji imata sedež v Akureyriju, med drugim zaradi pristanišča, ki nikoli ne zamrzne. Druga velika podjetja so Samherji, Norðurmjólk, Brim HF in Vífilfell, največja pivovarna na Islandiji. Pomemben delodajalec je tudi bolnišnica v Akureyriju (Sjúkrahús Akureyrar), ki je ena od dveh velikih bolnišnic na Islandiji.

## Kultura
Akureyri ima močno kulturno sceno, s številnimi bari in uglednimi restavracijami. Iz mesta izhaja islandski folklorni ansambel "Vefarinn". Ljudska kultura je na splošno bolj razširjena v Akureyriju kot v Reykjavíku. V poletnem času se v mestu in okolici odvija več festivalov, na primer srednjeveški festival, ki poteka vsako poletje na Gásirju, in mednarodni glasbeni festival, ki poteka že od leta 2005. Mesto ima eno največjih knjižnic v državi.

## Mestne zanimivosti
Muzeji v mestu so: Minjasafnið á Akureyri (Muzej Akureyrija), Listasafnið á Akureyri (Muzej umetnosti), Nonnahús (Nonnijeva hiša ali spominski muzej pisatelja Jóna Sveinssona), Davíðshús (Davidova hiša ali spominski muzej pesnika Davíða Stefánssona), muzej industrije, muzej motornih koles in Flugsafn Íslands (Muzej letalstva). V mestu sta tudi najsevernejši botanični vrt na svetu, kot tudi najsevernejše golfišče z 18 luknjami, v katerem se vsako poletje odvija odvija mednarodno arktično odprto prvenstvo pod okriljem tamkajšnjega golf kluba. Náttúrufræðistofnun Norðurlands (muzej v naravi) je bil odprt leta 1957 in sodi pod okrilje botaničnega vrta. Botanični vrt (Lystigarður Akureyrar) je v predelu Spítalavegur. 
V času gospodarske krize leta 2008, ki je hudo prizadela Islandijo, je kot vzpodbuda v težkih časih po mestu vzniknilo mnogo okrasov v obliki srca. Od njih so danes najbolj opazne rdeče luči na semaforjih, ki svetijo v obliki srca, ter veliko srce na pobočju bližnje gore Vaðlaheiði, izdelano iz okoli 400 žarnic, ki občasno utripa v zimskem času.
Največja cerkev je Akureyrarkirkja, nekoliko manj pomembna je Glerárkirkja. Sundlaug Akureyrar je velik kopališki kompleks z bazeni.
Nova stanovanjska in poslovna rast je zahtevala razširitev distribucije električne energije in vode in posledično nova vrtanja za potrebe energije. Večina mesta se ogreva z geotermalno energijo. Izgradnja geotermalnega distribucijskega sistema se je začela leta 1976, po odkritju komercialno uspešnega vira v letu 1975. Distribucija je bila končana po letu 1979.
- Razstavljeni predmeti v Nonnijevem spominskem muzeju
- Botanični vrt v Akureyriju
- Akureyrarkirkja
- Semafor

## Izobraževanje
V mestu sta dve srednji šoli (gimnaziji), ena od njih je druga najstarejša na Islandiji. Menntaskólinn á Akureyri je fakulteta, Verkmenntaskólinn á Akureyri pa Višja strokovna šola. Háskólinn á Akureyri (University of Akureyri) je univerza s sedežem v Akureyriju, ki je bila ustanovljena leta 1987. Imajo 3 fakultete: Poslovno-naravoslovna fakulteta, Fakulteta za humanistične in družbene vede in Fakulteta za zdravstvene vede. Imajo tudi šolo za znanost obnovljivo energijo, ustanovljeno leta 2006. Ta šola nudi podiplomski študij v sodelovanju z dvema islandskima univerzama.

## Promet
Letališče Akureyri je eno od štirih mednarodnih letališč na Islandiji in edino mednarodno letališče na severu države. Zgrajeno je bilo leta 1955 kot zamenjava za južnejšo pristajalno stezo pri Melgerdismelarju. Uporablja se predvsem za domače lete, v turistični sezoni pa tudi za redne mednarodne lete. V Reykjavík leti večkrat dnevno, obstajajo tudi poleti na Grímsey, Vopnafjörður in Þórshöfn. Od leta 2006 Iceland Express v poletnem času omogoča redne lete iz Akureyrija do Københavna.
Pristanišče Akureyri je ključnega pomena za ribištvo. V mestu so veliki obrati za predelavo rib. Pomembno je tako za tovorni promet kot za turizem, saj se potniške ladje in velike križarke poleti ustavijo tudi v Akureyriju.
Cesta št. 1 ali krožna cesta (Þjóðvegur 1 ali Hringvegur) povezuje mesto z drugimi deli države, vključno z Reykjavíkom, ki je oddaljen okoli 400 km. Cesta je večinoma dvopasovna, asfaltna in odprta vse leto. V nenaseljeno notranjost otoka ni asfaltiranih cest. F 821, gorska cesta, je odprta v poletnem času, in Akureyri povezuje na jug, F 26 gorska cesta poteka v notranjost na severozahodu države.